# Aspilota ultor
Aspilota ultor är en stekelart som beskrevs av Sergey A. Belokobylskij 2007. Aspilota ultor ingår i släktet Aspilota och familjen bracksteklar. Inga underarter finns listade.